# Eupydna testacea
Eupydna testacea är en fjärilsart som beskrevs av Walker 1856. Eupydna testacea ingår i släktet Eupydna och familjen tandspinnare. Inga underarter finns listade i Catalogue of Life.